# Confine tra Malaysia e Singapore
Il confine tra la Malaysia e Singapore è un confine marittimo internazionale tra i paesi del sud-est asiatico di Malaysia, che si trova a nord del confine, e Singapore a sud. Il confine è formato da linee rette tra coordinate geografiche marittime che corrono lungo o vicino al canale più profondo dello Stretto di Johor (in malese: Selat Tebrau).
La parte occidentale del confine, oltre quella delimitata dall'accordo del 1995, si estende nella sezione occidentale dello Stretto di Singapore mentre la parte orientale del confine, oltre il capolinea orientale del confine definito, continua nella sezione orientale dello Stretto di Singapore. Al di fuori del confine definito dall'accordo del 1995, non esiste ancora un accordo formale tra i due paesi per delimitare i loro confini comuni e ciò ha portato a diverse rivendicazioni sovrapposte. Singapore rivendica un limite marittimo territoriale che si estende fino a 12 miglia nautiche e una zona economica esclusiva, mentre la Malaysia rivendica un limite di 12 miglia nautiche (22 km) limite marittimo territoriale.
A seguito della decisione della Corte internazionale di giustizia del 23 maggio 2008 sulla sovranità di Pedra Branca che ha ceduto l'isola a Singapore, sarà necessario determinare anche la nuova parte del confine marittimo tra Malaysia e Singapore intorno all'isola. L'isola si trova a 24 miglia nautiche (44 km) dal punto più orientale di Singapore e 7,7 miglia nautiche (14,3 km) a sud-est della costa malese.
C'è anche una controversia che riguarda la presunta incursione nelle acque territoriali della Malesia da parte di lavori di bonifica di Singapore all'ingresso occidentale dello Stretto di Johor.
Ci sono due passaggi strutturali lungo il confine. Sono il Johor–Singapore Causeway e il Malaysia–Singapore Second Link (ufficialmente noto come Tuas Second Link a Singapore). Ci sono anche servizi internazionali di traghetti e bumboat tra Pengerang sulla punta sud-orientale di Johor, in Malesia e Changi all'estremità orientale di Singapore.

## Il confine

### Confine delimitato
Un'ampia estensione del confine tra Malaysia e Singapore è definita dall'accordo tra il governo della Malaysia e il governo della Repubblica di Singapore per delimitare con precisione il confine delle acque territoriali in conformità con l'accordo sulle acque territoriali del Straits Settlement e Johore del 1927 come linee rette unendo una serie di 72 coordinate geografiche che percorrono approssimativamente 50 miglia nautiche (93 km) lungo il canale più profondo (thalweg) tra gli accessi occidentali e orientali dello Stretto di Johor. Questa definizione è stata raggiunta e concordata congiuntamente dai due governi e ha portato alla firma dell'accordo il 7 agosto 1995.
Di seguito si elencano le coordinate, che sono riportate nell'Allegato 1 dell'accordo.
| Punto                              | Latitudine                       | Longitudine                      | Punto                            | Latitudine                       | Longitude                        | Punto                            | Latitudine                       | Longitudine                      |                                  |
| Est del Johor–Singapore Causeway   | Est del Johor–Singapore Causeway | Est del Johor–Singapore Causeway | Est del Johor–Singapore Causeway | Est del Johor–Singapore Causeway | Est del Johor–Singapore Causeway | Est del Johor–Singapore Causeway | Est del Johor–Singapore Causeway | Est del Johor–Singapore Causeway | Est del Johor–Singapore Causeway |
| ---------------------------------- | -------------------------------- | -------------------------------- | -------------------------------- | -------------------------------- | -------------------------------- | -------------------------------- | -------------------------------- | -------------------------------- | -------------------------------- |
| E1                                 | 01° 27' 10.0"                    | 103° 46' 16.0"                   | E17                              | 01° 25' 49.5"                    | 103° 56' 00.3"                   | E33                              | 01° 26' 38.0"                    | 104° 02' 27.0"                   |                                  |
| E2                                 | 01° 27' 54.5"                    | 103° 47' 25.7"                   | E18                              | 01° 25' 49.7"                    | 103° 56' 15.7"                   | E34                              | 01° 26' 23.5"                    | 104° 03' 26.9"                   |                                  |
| E3                                 | 01° 28' 35.4"                    | 103° 48' 13.2"                   | E19                              | 01° 25' 40.2"                    | 103° 56' 33.1"                   | E35                              | 01° 26' 04.7"                    | 104° 04' 16.3"                   |                                  |
| E4                                 | 01° 28' 42.5"                    | 103° 48' 45.6"                   | E20                              | 01° 25' 31.3"                    | 103° 57' 09.1"                   | E36                              | 01° 25' 51.3"                    | 104° 04' 35.3"                   |                                  |
| E5                                 | 01° 28' 36.1"                    | 103° 49' 19.8"                   | E21                              | 01° 25' 27.9"                    | 103° 57' 27.2"                   | E37                              | 01° 25' 03.3"                    | 104° 05' 18.5"                   |                                  |
| E6                                 | 01° 28' 22.8"                    | 103° 50' 03.0"                   | E22                              | 01° 25' 29.1"                    | 103° 57' 38.4"                   | E38                              | 01° 24' 55.8"                    | 104° 05' 22.6"                   |                                  |
| E7                                 | 01° 27' 58.2"                    | 103° 51' 07.2"                   | E23                              | 01° 25' 19.8"                    | 103° 58' 00.5"                   | E39                              | 01° 24' 44.8"                    | 104° 05' 26.7"                   |                                  |
| E8                                 | 01° 27' 46.6"                    | 103° 51' 31.2"                   | E24                              | 01° 25' 19.0"                    | 103° 58' 20.7"                   | E40                              | 01° 24' 21.4"                    | 104° 05' 33.6"                   |                                  |
| E9                                 | 01° 27' 31.9"                    | 103° 51' 53.9"                   | E25                              | 01° 25' 27.9"                    | 103° 58' 47.7"                   | E41                              | 01° 23' 59.3"                    | 104° 05' 34.9"                   |                                  |
| E10                                | 01° 27' 23.5"                    | 103° 52' 05.4"                   | E26                              | 01° 25' 27.4"                    | 103° 59' 00.9"                   | E42                              | 01° 23' 39.3"                    | 104° 05' 32.9"                   |                                  |
| E11                                | 01° 26' 56.3"                    | 103° 52' 30.1"                   | E27                              | 01° 25' 29.7"                    | 103° 59' 10.2"                   | E43                              | 01° 23' 04.9"                    | 104° 05' 22.4"                   |                                  |
| E12                                | 01° 26' 06.5"                    | 103° 53' 10.1"                   | E28                              | 01° 25' 29.2"                    | 103° 59' 20.5"                   | E44                              | 01° 22' 07.5"                    | 104° 05' 00.9"                   |                                  |
| E13                                | 01° 25' 40.6"                    | 103° 53' 52.3"                   | E29                              | 01° 25' 30.0"                    | 103° 59' 34.5"                   | E45                              | 01° 21' 27.0"                    | 104° 04' 47.0"                   |                                  |
| E14                                | 01° 25' 39.1"                    | 103° 54' 45.9"                   | E30                              | 01° 25' 25.3"                    | 103° 59' 42.9"                   | E46                              | 01° 20' 48.0"                    | 104° 05' 07.0"                   |                                  |
| E15                                | 01° 25' 36.0"                    | 103° 55' 00.6"                   | E31                              | 01° 25' 14.2"                    | 104° 00' 10.3"                   | E47                              | 01° 17' 21.3"                    | 104° 07' 34.0"                   |                                  |
| E16                                | 01° 25' 41.7"                    | 103° 55' 24.0"                   | E32                              | 01° 26' 20.9"                    | 104° 01' 23.9"                   |                                  |                                  |                                  |                                  |
| Ovest del Johor–Singapore Causeway |                                  |                                  |                                  |                                  |                                  |                                  |                                  |                                  |                                  |
| W1                                 | 01° 27' 09.8"                    | 103° 46' 15.7"                   | W10                              | 01° 26' 14.1"                    | 103° 41' 00.0"                   | W19                              | 01° 21' 26.6"                    | 103° 38' 15.5"                   |                                  |
| W2                                 | 01° 26' 54.2"                    | 103° 45' 38.5"                   | W11                              | 01° 25' 41.3"                    | 103° 40' 26.0"                   | W20                              | 01° 21' 07.3"                    | 103° 38' 08.0"                   |                                  |
| W3                                 | 01° 27' 01.4"                    | 103° 44' 48.4"                   | W12                              | 01° 24' 56.7"                    | 103° 40' 10.0"                   | W21                              | 01° 20' 27.8"                    | 103° 37' 48.2"                   |                                  |
| W4                                 | 01° 27' 16.6"                    | 103° 44' 23.3"                   | W13                              | 01° 24' 37.7"                    | 103° 39' 50.1"                   | W22                              | 01° 19' 17.8"                    | 103° 37' 04.2"                   |                                  |
| W5                                 | 01° 27' 36.5"                    | 103° 43' 42.0"                   | W14                              | 01° 24' 01.5"                    | 103° 39' 25.8"                   | W23                              | 01° 18' 55.5"                    | 103° 37' 01.5"                   |                                  |
| W6                                 | 01° 27' 26.9"                    | 103° 42' 50.8"                   | W15                              | 01° 23' 28.6"                    | 103° 39' 12.6"                   | W24                              | 01° 18' 51.5"                    | 103° 36' 58.2"                   |                                  |
| W7                                 | 01° 27' 02.8"                    | 103° 42' 13.5"                   | W16                              | 01° 23' 13.5"                    | 103° 39' 10.7"                   | W25                              | 01° 15' 51.0"                    | 103° 36' 10.3"                   |                                  |
| W8                                 | 01° 26' 35.9"                    | 103° 41' 55.9"                   | W17                              | 01° 22' 47.7"                    | 103° 38' 57.1"                   |                                  |                                  |                                  |                                  |
| W9                                 | 01° 26' 23.6"                    | 103° 41' 38.6"                   | W18                              | 01° 21' 46.7"                    | 103° 38' 27.2"                   |                                  |                                  |                                  |                                  |

L'accordo sulle acque territoriali dello Stretto e di Johore del 1927 firmato tra la Gran Bretagna e il Sultanato di Johor il 19 ottobre 1927, definisce il confine marittimo territoriale tra la Malaysia e Singapore.
Il confine tracciato dall'accordo del 1995 lo segue similmente ma, in virtù delle linee rette tra i punti, non corrisponde esattamente al canale più profondo dello Stretto di Johor come descritto nell'accordo del 1927. Poiché l'accordo del 1995 sostituisce l'accordo del 1927 per quanto riguarda qualsiasi incongruenza, il metodo del thalweg per determinare il confine preciso viene quindi sostituito con l'uso di coordinate geografiche. L'accordo del 1995 prevede inoltre che il confine sarà definitivo e, che quindi non sarà influenzato da alcuna variazione della profondità o dell'allineamento del canale più profondo dello Stretto di Johor. Ciò è importante considerando le frequenti attività di bonifica da parte della Malaysia e di Singapore nello Stretto di Johor che potrebbero alterare la profondità del corso d'acqua.

### Confini indeterminati
Il confine al di fuori dei punti concordati nell'accordo del 1995 non è stato determinato ed è soggetto a un certo livello di controversia. Nel 1979, la Malaysia ha pubblicato una mappa che definisce unilateralmente le sue acque territoriali e la piattaforma continentale, e "riprende" da dove si era interrotto l'accordo del 1927 per quanto riguarda il confine tra Malaysia e Singapore. Nel 2018, la Malaysia ha pubblicato nella Gazzetta Ufficiale del Governo Federale le modifiche ai limiti del porto di Johor Bahru estrapolate dall'accordo sulle acque territoriali del 1995. Il dipartimento della marina della Malesia ha inoltre emesso un avviso per i marinai che descrive in dettaglio i cambiamenti nei limiti del porto. La mossa unilaterale ha suscitato una forte protesta da parte dell'Autorità marittima e portuale (MPA) di Singapore che ha chiesto ai marinai di ignorare tale avviso. Il Ministero dei Trasporti (MOT) di Singapore ha aggiunto in una dichiarazione che la Malesia "sta invadendo le acque territoriali di Singapore al largo di Tuas".
Segmento occidentale
Secondo la mappa del 1979, all'accesso occidentale dello Stretto di Johor, il confine inizia al "Punto 21", che si trova vicino al capolinea occidentale del confine come definito dall'accordo del 1927 e il termine del confine concordato nel Accordo del 1995 (noto come Punto W25). Il confine malese si estende quindi verso sud fino al "Punto 17" dove poi va verso nord-est fino a incontrare il capolinea meridionale del confine Indonesia-Malaysia delimitato dall'accordo di confine della piattaforma continentale Indonesia-Malaysia del 1969 e dall'accordo sulle acque territoriali Indonesia-Malaysia del 1971. Il confine tra la Malaysia e Singapore si estende solo tra il "Punto 21" e il "Punto 15", dove dovrebbe intersecare il confine marittimo tra Indonesia e Singapore. Il punto di incontro dei territori marittimi tra i tre paesi non è stato determinato.
| Punto | Longitudine (E) | Latitudine (N) | Note | |
| Punti di svolta lungo la continuazione del confine marittimo della Malesia a ovest di Singapore come nella sua mappa del 1979 | Punti di svolta lungo la continuazione del confine marittimo della Malesia a ovest di Singapore come nella sua mappa del 1979 | Punti di svolta lungo la continuazione del confine marittimo della Malesia a ovest di Singapore come nella sua mappa del 1979 | Punti di svolta lungo la continuazione del confine marittimo della Malesia a ovest di Singapore come nella sua mappa del 1979      | Punti di svolta lungo la continuazione del confine marittimo della Malesia a ovest di Singapore come nella sua mappa del 1979 |
| --- | --- | --- | --- | --- |
| 15 | 103° 22'.8 | 1° 15'.0 | Come il punto 10 (capolinea meridionale) del confine della piattaforma continentale e il punto 8 del confine del mare territoriale | |
| 16 | 103° 26'.8 | 1° 13'.45 | Questo punto di svolta potrebbe far parte del confine tra Indonesia e Malesia                                                      | |
| 17 | 103° 32'.5 | 1° 1'.45 | Questo punto di svolta potrebbe far parte del confine tra Indonesia e Malesia                                                      | |
| 18 | 103° 34'.2 | 1° 11'.0 | Questo punto di svolta potrebbe far parte del confine tra Indonesia e Malesia                                                      | |
| 19 | 103° 34'.95 | 1° 15'.15 | | |
| 20 | 103° 37'.38 | 1° 16'.37 | | |
| 21 | 103° 36'.1 | 1° 15'.85 | Questo punto è vicino ma non corrisponde al punto W25 dell'accordo del 1995 sulle acque territoriali                               | |

Segmento orientale
La continuazione orientale del confine delle acque territoriali definito dalla mappa malese del 1979 inizia vicino al termine orientale del confine dell'accordo del 1927 al "Punto 22", per cui va a ovest verso Singapore fino al "Punto 23" prima di proseguire a sud-est verso il suo punto più meridionale nel "Punto 27". Continua quindi in una direzione generale orientale per incontrare il capolinea meridionale del confine Indonesia-Malaysia come definito dal loro accordo sul confine della piattaforma continentale del 1969. Il confine Indonesia-Singapore dovrebbe intersecare questo confine in un certo punto, ma il punto di incontro dei territori marittimi dei tre paesi non è stato determinato.
| Punto | Longitudine (E) | Latitudine (N) | Note | |
| Coordinate del punto di svolta lungo la continuazione del confine marittimo della Malesia ad est di Singapore come nella sua mappa del 1979 | Coordinate del punto di svolta lungo la continuazione del confine marittimo della Malesia ad est di Singapore come nella sua mappa del 1979 | Coordinate del punto di svolta lungo la continuazione del confine marittimo della Malesia ad est di Singapore come nella sua mappa del 1979 | Coordinate del punto di svolta lungo la continuazione del confine marittimo della Malesia ad est di Singapore come nella sua mappa del 1979 | Coordinate del punto di svolta lungo la continuazione del confine marittimo della Malesia ad est di Singapore come nella sua mappa del 1979 |
| --- | --- | --- | --- | --- |
| 22 | 104° 7'.5 | 1° 17'.63 | Questo punto è vicino ma non corrisponde al punto E47 dell'accordo sulle acque territoriali del 1995                                        | |
| 23 | 104° 2'.5 | 1° 17'.42 | Questo punto di svolta potrebbe far parte del confine tra Indonesia e Malesia                                                               | |
| 24 | 104° 4'.6 | 1° 17'.3 | Questo punto di svolta potrebbe far parte del confine tra Indonesia e Malesia                                                               | |
| 25 | 104° 7'.1 | 1° 16'.2 | Questo punto di svolta potrebbe far parte del confine tra Indonesia e Malesia                                                               | |
| 26 | 104° 7'.42 | 1° 15'.65 | Questo punto di svolta potrebbe far parte del confine tra Indonesia e Malesia                                                               | |
| 27 | 104° 12'.67 | 1° 13'.65 | Questo punto di svolta potrebbe far parte del confine tra Indonesia e Malesia                                                               | |
| 28 | 104° 16'.15 | 1° 16'.2 | Questo punto di svolta potrebbe far parte del confine tra Indonesia e Malesia                                                               | |
| 29 | 104° 19'.8 | 1° 16'.5 | Questo punto di svolta potrebbe far parte del confine tra Indonesia e Malesia                                                               | |
| 30 | 104° 29'.45 | 1° 15'.55 | Questo punto di svolta potrebbe far parte del confine tra Indonesia e Malesia                                                               | |
| 31 | 104° 29'.33 | 1° 16'.95 | Questo punto di svolta potrebbe far parte del confine tra Indonesia e Malesia                                                               | |
| 32 | 104° 29 '. 5 | 1° 23'.9 | Questo punto è lo stesso del punto 11 (capolinea meridionale) del confine della piattaforma continentale 1969 Indonesia-Malaysia            | |

Il confine marittimo della Malesia nella sua mappa del 1979 non è riconosciuto da Singapore e Singapore contesta molte parti del mare territoriale e della piattaforma continentale rivendicate dalla Malesia.
Con l'attribuzione a Singapore della sovranità dell'isola, si dovrebbe procedere all'ulteriore determinazione del confine marittimo tra i due Paesi nonché con l'Indonesia le cui acque territoriali si trovano anch'esse nell'area, per colmare le varie lacune e determinare il tripunti.
La zona intorno a Pedra Branca rappresenta un punto complesso. Pedra Branca si trova oltre le tre miglia nautiche (6 km) rivendicata da Singapore ma entro le 12 miglia nautiche (22 km) della zona rivendicata dalla Malaysia. Singapore ha indicato che i confini Indonesia-Singapore e Malesia-Singapore in quest'area non corrono continuamente dalle acque adiacenti all'isola principale di Singapore all'area di Pedra Branca e un tratto del confine Indonesia-Malesia si troverebbe nel mezzo. Ulteriori complicazioni potrebbero derivare dall'assegnazione di Middle Rocks, che si trova a 0,6 miglia nautiche (1,5 km) a sud di Pedra Branca (cioè lontano dalla costa di Johor), in Malesia. È stato formato un comitato tecnico misto per determinare il confine marittimo.

## Storia
Il confine tra Malesia e Singapore è nato solo nel XIX secolo con l'istituzione e, successivamente, la cessione dell'isola alla Compagnia britannica delle Indie orientali da parte del Sultanato di Johor nel 1824. In precedenza, Singapore era parte integrante del sultanato di Johor e, successivamente, del sultanato di Johor-Riau.
Il confine è cambiato dall'essere un confine internazionale a un confine subnazionale (confine di una divisione all'interno di un paese) e viceversa più volte. Divenne un confine internazionale dopo la cessione di Singapore alla Compagnia delle Indie Orientali da parte di Johor nel 1824 poiché Johor era de jure uno stato sovrano. Nel 1914, il confine divenne quello tra due territori governati dagli inglesi quando Johor divenne un protettorato britannico mentre Singapore rimase una colonia della corona britannica.
Il 31 agosto 1957, la Federazione della Malesia (che consisteva nella sola Malaysia peninsulare), che includeva Johor come stato componente, divenne indipendente e il confine tra Johor e Singapore divenne nuovamente un confine internazionale tra lo stato sovrano della Malesia e l'autogoverno Territorio britannico di Singapore. Il 16 settembre 1963, Singapore si fuse con la Malesia e ne divenne uno stato componente, rendendo il confine tra due stati interni della Malesia. Il confine divenne nuovamente un confine internazionale quando Singapore dalla Malesia il 9 agosto 1965, diventando successivamente nazione indipendente e sovrana.

## Controversie
I governi malese e singaporiano sono stati coinvolti in una serie di controversie e disaccordi che avevano messo alla prova le relazioni bilaterali tra i due paesi. La maggior parte di questi, compresi quelli su Keretapi Tanah Melayu, o Malayan Railway, non sono controversie territoriali o di confine in quanto non riguardano questioni di sovranità sul territorio o sulle acque territoriali.
Tuttavia, ci sono state due controversie riguardanti la sovranità del territorio lungo il confine tra Malaysia e Singapore. Il più noto è quello su Pedra Branca, che la Corte internazionale di giustizia ha deciso a favore di Singapore il 23 maggio 2008. Un altro caso è scaturito da una "denuncia" della Malaysia per bonifiche effettuate da Singapore in acque territoriali adiacenti al confine con la Malaysia. La controversia è stata presentata dalla Malaysia il 4 settembre 2003 al Tribunale internazionale per il diritto del mare ad Amburgo.

### Sovranità di Pedra Branca/Pulau Batu Puteh
Pedra Branca (come è conosciuta l'isola a Singapore) o Pulau Batu Puteh (come è conosciuta in Malesia) è un'isola situata all'accesso orientale dello Stretto di Singapore a sud-est della punta sud-orientale di Johor, in Malesia. Insieme ad altre due caratteristiche marine chiamate Middle Rocks e South Ledge, l'isola fu oggetto di una controversia legata alla sua sovranità.
Il 23 maggio 2008, la Corte internazionale di giustizia ha deciso che Singapore aveva la sovranità su Pedra Branca mentre la Malesia aveva la sovranità su Middle Rocks. Ha lasciato la questione della sovranità su South Ledge, che appare solo durante la bassa marea, da determinare in seguito affermando che la sua sovranità sarebbe dipesa dalle acque territoriali in cui si trovava. La decisione stabilisce un ostacolo di lunga data al processo di negoziazione per la determinazione del confine marittimo tra i due paesi e sia la Malesia che Singapore hanno dichiarato immediatamente dopo la decisione della Corte internazionale di giustizia che un comitato tecnico congiunto sarebbe stato istituito per determinare il confine marittimo delle acque intorno a Pedra Branca.
La Malesia ha presentato una revisione ma è stata successivamente ritirata nel 2018 dal nuovo governo che ha posto fine alla questione.

### Caso di bonifica di Singapore
Questa controversia è derivata dalla rivendicazione di terra da parte di Singapore in due aree, vale a dire all'estremità sud-occidentale dell'isola di Tuas, e nelle acque adiacenti a Pulau Tekong nello stretto di Johor. Quest'ultimo non comporta alcuna invasione nelle acque territoriali della Malaysia, la quale si è limitata a sostenere che i lavori di bonifica avrebbero influenzato l'ambiente dello Stretto di Johor come corso d'acqua condiviso.

## Attraversamenti del confine
Più di 450.000 persone attraversano ogni giorno il confine tra Malaysia e Singapore, utilizzando i due valichi terrestri attraverso lo Stretto di Johor. Questo lo rende uno dei confini terrestri più trafficati del mondo.
- Johor – Singapore Causeway

a nord di Singapore, il checkpoint di confine più trafficato del mondo con 350.000 viaggiatori al giorno.
- Secondo collegamento tra Malaysia e Singapore

a ovest di Singapore, conosciuto ufficialmente come Tuas Second Link a Singapore o Linkedua in Malesia.
- C'è anche una traversata marittima tra Pengerang a Johor e Changi a Singapore.

### Johor–Singapore Causeway
La Johor–Singapore Causeway è il collegamento più utilizzato tra i due paesi attraverso strade e ferrovie. È il più antico collegamento fisico tra i paesi ed è stato completato nel 1923. I posti di blocco per i controlli della carta d'identità furono istituiti nel 1966 e i controlli dei passaporti l'anno seguente.
Ci sono diversi posti di blocco rispettivamente per i viaggiatori su strada e in treno. I viaggiatori su strada vengono presi in carico presso il Sultan Iskandar Complex sul lato malese e il Woodlands Checkpoint sul lato Singapore. Entrambi i posti di blocco dell'immigrazione hanno sostituito le strutture più vecchie; l'attuale Woodlands Checkpoint ha iniziato le operazioni nel 1998, mentre il Complesso Sultan Iskandar è stato aperto nel 2008.

#### Attraversamento ferroviario
L'operatore ferroviario malese, Keretapi Tanah Melayu (KTM), gestisce servizi ferroviari intercity che si estendono a Singapore. I viaggiatori in treno vengono controllati presso il Woodlands Train Checkpoint (WTCP), che è separato dal Woodlands Checkpoint utilizzato dai viaggiatori su strada. Dal 1º luglio 2011, il WTCP è stato il capolinea meridionale della rete ferroviaria KTM e il checkpoint ospita sia le strutture di controllo del confine malese che di Singapore.

### Second link Malaysia-Singapore
Il secondo collegamento, come suggerisce il nome, è il secondo passaggio di confine stradale tra i due paesi. Collega Tuas sul lato di Singapore a Tanjung Kupang sul lato della Malesia. È stato completato e aperto al traffico il 2 gennaio 1998. I punti di controllo sono:
- Malesia - Complesso Sultan Abu Bakar
- Singapore - Checkpoint di Tuas

### Traversata marittima Changi Point-Pengerang
Vi è anche una traversata marittima tra la Malaysia e Singapore tra Pengerang nella punta sud-orientale di Johor e Changi Point vicino al villaggio di Changi nella punta nord-orientale di Singapore. L'ufficio immigrazione di Singapore a Changi Point è stato istituito nel novembre 1967.